# Robert Hale
Robert Hale (født 22. august 1933, død 23. august 2023) var en amerikansk basbaryton.
Hale optrådte med mange førende operakompagnier, bl.a. Metropolitan Opera, Deutsche Oper Berlin, Royal Opera House, Teatro alla Scala, Wiener Staatsoper, Gran Teatre del Liceu, Théâtre du Châtelet, Bayerische Staatsoper, Hamburgische Staatsoper, San Francisco Opera, Den Kongelige Danske Opera, Den Finske National Opera, Sydney Opera, Teatro Colón og Bolsjojteatret i Moskva.
Hans signaturrolle var Wotan / der Wanderer i Wagners Der Ring des Nibelungen. Han er også kendt for titelrollen i Der fliegende Holländer, for hvilken han modtog den russiske pris "Den Gyldne Maske" i 2005.
Robert Hale var i mange år gift med den danske sopran Inga Nielsen.